# Прерогатива
Прерогати́ва  (лат. praerogativa — переважне право) — перевага, виключне право, що може належати державним, партійним, громадським органам і організаціям, а також окремим особам в якій-небудь галузі або з певних питань.